# Alexander Gennadjewitsch Pogorelow
Alexander Gennadjewitsch Pogorelow (russisch Александр Геннадьевич Погорелов, engl. Transkription Aleksandr Pogorelov; * 10. Januar 1980 in Schelesnogorsk) ist ein russischer Zehnkämpfer. Er nahm an Weltmeisterschaften, dem Mösle Mehrkampf-Meeting in Götzis und an Olympischen Spielen teil.

## Karriere
Bei den Halleneuropameisterschaften 2005 in Sevilla gewann er mit 6111 Punkten die Silbermedaille im Siebenkampf, der in der Halle die Stelle des Zehnkampfs einnimmt.
Bei den Weltmeisterschaften 2005 in Helsinki belegte er mit 8246 Punkten den fünften Rang und bestärkte erneut, dass er zur Weltspitze gehört. Allerdings hätte er ohne seine Schwäche in der abschließenden Disziplin, dem 1500-Meter-Lauf, durchaus Chancen auf die Bronzemedaille gehabt. Somit zogen mit dem Ungar Attila Zsivóczky (dritter) und dem Deutschen André Niklaus (vierter) gleich zwei Athleten an ihm vorbei. Bei den Europameisterschaften 2006 lag er nach neun Disziplinen auf Platz zwei. Nach dem 1500-Meter-Lauf erreichte er Rang vier mit 8245 Punkten und über 100 Punkten Rückstand auf eine Medaille. Erneut war der Ungar Zsivóczky an ihm vorbeigezogen und ebenfalls sein Landsmann Alexei Drosdow.
Bei den Weltmeisterschaften 2009 in Berlin gelang es Pogorelow, beim Sieg des US-Amerikaners Trey Hardee die Bronzemedaille zu gewinnen.

## Doping
Bei 2016 erfolgten Nachuntersuchungen zu den Dopingproben von den Olympischen Spielen 2008 in Peking wurde klar, dass Pogorelow gedopt war. Das IOC disqualifizierte ihn daher nachträglich. Vom IAAF wurde er für die Zeit vom 23. August 2008 bis 21. Februar 2010 disqualifiziert und für weitere zwei Jahre vom 2. Juli 2016 bis 1. Juli 2018 gesperrt.